# Коробка подач

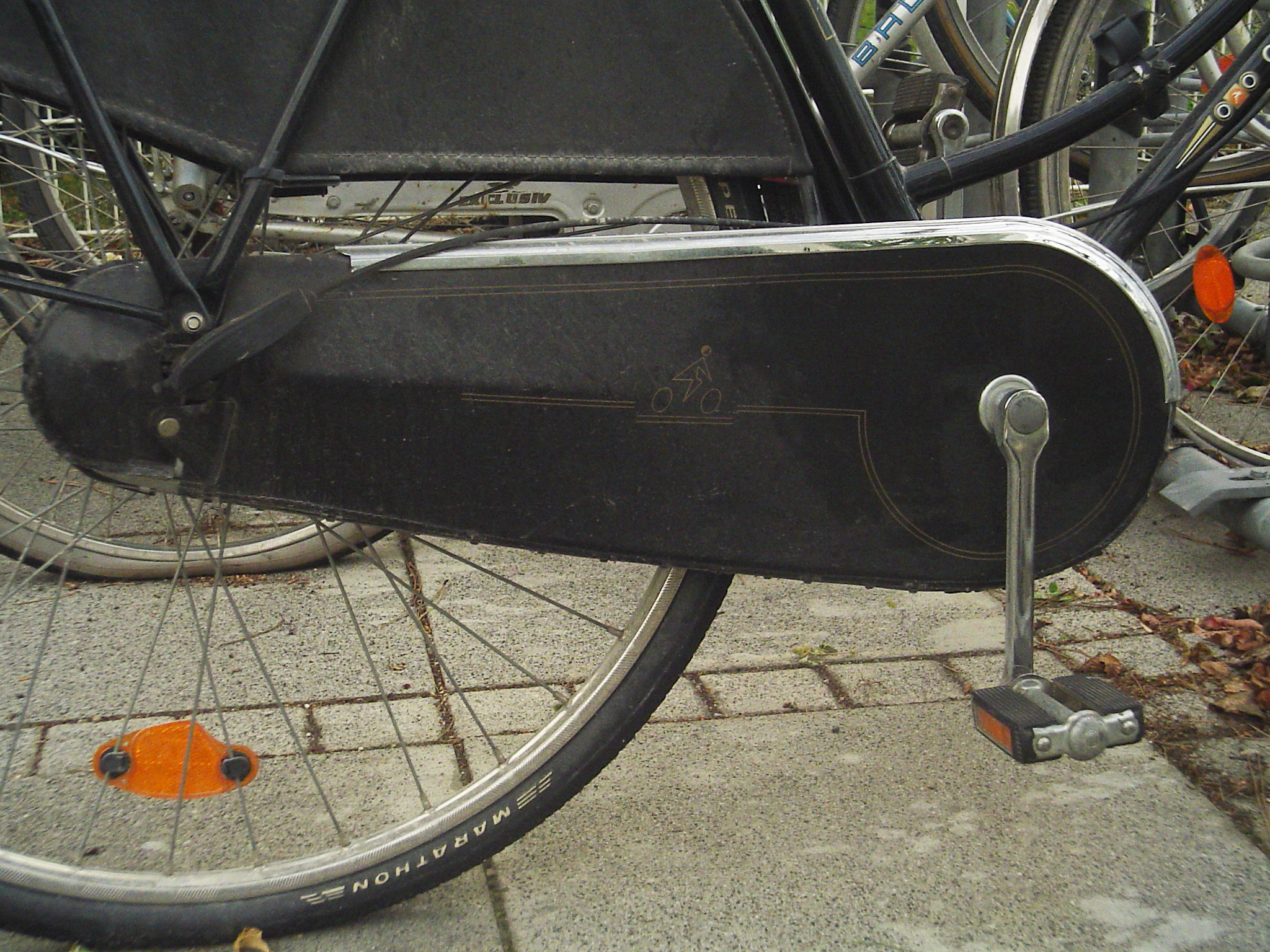
Закрита коробка подач

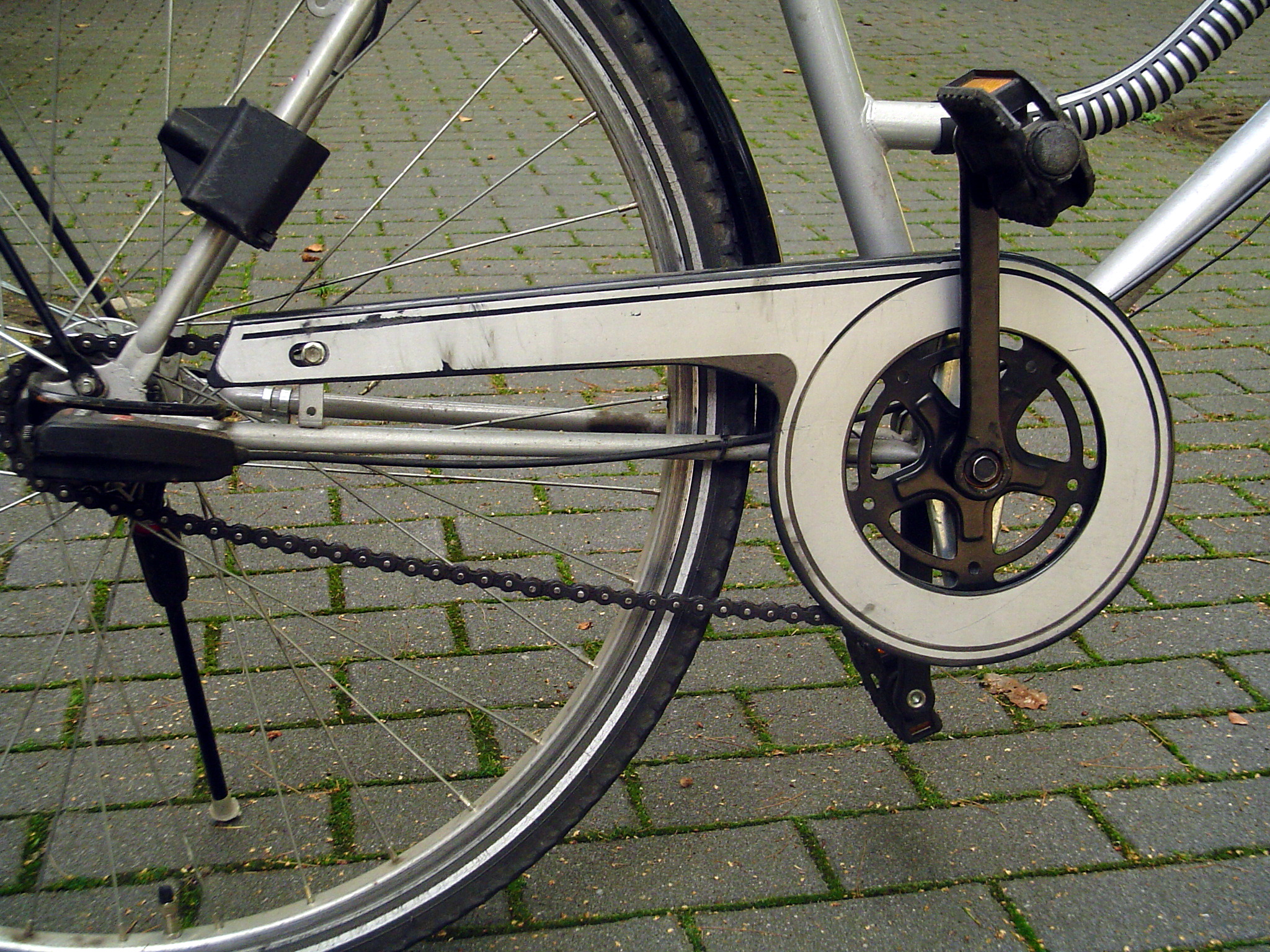
Захисний екран

Коро́бка пода́ч — коробка що захищає ланцюг велосипеда; складається з зубчатих передач, що перемикаються і розміщені в корпусі (коробці). Зокрема, ланцюгова подача велосипеда — приклад коробки подач.

## Особливості кінематики
Коробка подач дає можливість точно узгоджувати рух подачі інструмента при формоутворенні оброблювальної деталі (нарізання різі і зубів) з іншими рухами інструмента відносно заготовки. Наприклад, в токарно-гвинторізному верстаті потрібно переміщувати різець вздовж заготовки за один її оберт на величину, рівну кроку нарізуючої різі.
Для зміни передаточного відношення в коробці подач передбачують накидну шестерню, насаджену на вал, і ряд зубчатих коліс, закріплених на іншому валу. Така коробка подач зазвичай має також передачі для налаштування на тип різі і так звані множинні передачі для розширення діапазону регулювання подачі.

## Джерело
- Коробка подач [Архівовано 19 вересня 2015 у Wayback Machine.] у Великій радянській енциклопедії (рос.)